# جمية موهافية
الجُمِية الموهافية (باللاتينية: Phacelia mohavensis) نوع نباتي ينتمي إلى جنس الجمية من الفصيلة الحمحمية.
موطنها جنوب ولاية كاليفورنيا في غرب الولايات المتحدة.
نبات عشبي حولي. الساق مغطاة بأوبار قوية.